# Magic and Loss
Magic and Loss är ett album av Lou Reed från 1992. Albumet är starkt färgat av två nära vänner till Reeds bortgång, Doc Pomus och Rotten Rita. Båda dog i cancer inom loppet av ett år. Död och dödlighet är således ett genomgående tema i låtarna.

## Låtlista
Samtliga låtar skrivna av Lou Reed, om inte annat anges.
1. "Dorita" - 1:07
2. "What's Good" - 3:22
3. "Power and Glory" (Mike Rathke, Lou Reed) - 4:23
4. "Magician" - 6:23
5. "Sword of Damocles" - 3:42
6. "Goodby Mass" - 4:25
7. "Cremation" - 2:54
8. "Dreamin'" (Mike Rathke, Lou Reed) - 5:09
9. "No Chance" - 3:15
10. "Warrior King" - 4:27
11. "Harry's Circumcision" - 5:29
12. "Gassed and Stoked" (Mike Rathke, Lou Reed) - 4:18
13. "Power and Glory, Part 2" (Mike Rathke, Lou Reed) - 2:57
14. "Magic and Loss" (Mike Rathke, Lou Reed) - 6:39

## Medverkande
- Lou Reed - gitarr, sång
- Mike Rathke - gitarr
- Rob Wasserman - bas, gitarr
- Michael Blair - percussion, trummor, sång
- Roger Moutenot - sång
- James Scott - sång